# Pelecopsis janus
Pelecopsis janus är en spindelart som beskrevs av Rudy Jocqué 1984. Pelecopsis janus ingår i släktet Pelecopsis och familjen täckvävarspindlar. Inga underarter finns listade i Catalogue of Life.